# Гікмен (Небраска)
Гікмен (англ. Hickman) — місто (англ. city) в США, в окрузі Ланкастер штату Небраска. Населення — 2607 осіб (2020).

## Географія
Гікмен розташований за координатами 40°37′26″ пн. ш. 96°37′51″ зх. д. / 40.62389° пн. ш. 96.63083° зх. д. (40.623998, -96.630816).  За даними Бюро перепису населення США в 2010 році місто мало площу 1,85 км², уся площа — суходіл.

## Демографія
Згідно з переписом 2010 року, у місті мешкало 1657 осіб у 587 домогосподарствах у складі 463 родин. Густота населення становила 895 осіб/км².  Було 609 помешкань (329/км²).
Расовий склад населення:
| - 98,2 % — білих - 0,4 % — чорних або афроамериканців - 0,2 % — азіатів |

До двох чи більше рас належало 0,9 %. Частка іспаномовних становила 1,6 % від усіх жителів.
За віковим діапазоном населення розподілялося таким чином: 33,2 % — особи молодші 18 років, 59,1 % — особи у віці 18—64 років, 7,7 % — особи у віці 65 років та старші. Медіана віку мешканця становила 31,8 року. На 100 осіб жіночої статі у місті припадало 106,9 чоловіків;  на 100 жінок у віці від 18 років та старших — 95,6 чоловіків також старших 18 років.
Середній дохід на одне домашнє господарство  становив 78 037 доларів США (медіана — 73 073), а середній дохід на одну сім'ю — 86 323 долари (медіана — 80 250). Медіана доходів становила 52 857 доларів для чоловіків та 36 728 доларів для жінок. За межею бідності перебувало 3,8 % осіб, у тому числі 4,8 % дітей у віці до 18 років та 9,7 % осіб у віці 65 років та старших.
Цивільне працевлаштоване населення становило 946 осіб. Основні галузі зайнятості: освіта, охорона здоров'я та соціальна допомога — 30,4 %, роздрібна торгівля — 10,3 %, будівництво — 9,6 %.